# Mokrotni travnik
Mokrotni travnik (tudi vodni travnik) je površina travinja, ki je predmet nadzorovanega namakanja za povečanje kmetijske produktivnosti. Mokrotne travnike so v Evropi uporabljali predvsem od 16. do začetka 20. stoletja. Delovni mokrotni travniki so zdaj večinoma izginili, vendar so poljski vzorci in vodni kanali zapuščenih mokrotnih travnikov še vedno običajni na območjih, kjer so bili uporabljeni, kot so deli severne Italije, Švice in Anglije. Zapuščeni vodni travniki so pogosto pomembni kot habitati močvirnih prostoživečih živali.
Mokrotnih travnikov ne smemo zamenjevati s poplavnimi travniki, ki so naravno pokriti s plitvimi vodami zaradi sezonskega poplavljanja reke. Mokrotni travnik se včasih uporablja bolj ohlapno za pomen katerega koli ravnega travnika ob reki.

## Vrste
Uporabljeni sta bili dve glavni vrsti vodnih travnikov.

### Namakalni mokrotni travniki
Uporabljali so jih za polja na pobočjih in za njihovo izdelavo je bilo potrebno razmeroma malo inženirskega znanja. Vodo iz potoka ali izvira so dovajali na vrh nagnjene njive in oblikovale so se blage nagnjene terase, po katerih je lahko voda v cik-caku curljala po njivi. Vodo bi lahko ponovno uporabili za polja nižje po pobočju.

### Površinsko namakani moktorni travniki
Na skoraj ravnih njivah ob širokih rečnih dolinah so gradili gredice ali plavajoče vodne travnike; zahtevali so skrbno izdelavo, da bi zagotovili pravilno delovanje.
Glavni, nosilni ali zgornji nosilec, je preusmeril vodo iz reke in jo odnesel po dolini na blažjem pobočju kot reka, pri čemer je med njima nastala hidrostatična višina. Glavni vodi so bili pogosto vzdolž roba doline, vsak glavni je oskrboval do približno 1 km doline. Voda iz glavnega vodovoda je bila uporabljena za oskrbo številnih manjših nosilcev na grebenih, zgrajenih čez polja. Kanal na grebenu vsakega grebena bi se počasi prelival po straneh grebena, kanal bi se sčasoma zožil do konca na konici grebena. Pronicajoča voda bi se nato zbirala med grebeni, v odtokih ali žlebovih, ki bi se združili v spodnji nosilec ali zadnji odtok, ki je vodo vračal v reko. Grebeni in odtoki so tvorili prepleteno mrežo (kot prepleteni prsti), vendar se kanali na vrhu grebena in odtoki niso neposredno povezali. Pomožni prevoznik je vso vodo, ki ni bila potrebna za namakanje, odpeljal naravnost iz glavnega nazaj v reko. Grebeni so se razlikovali po višini glede na razpoložljivo višino – običajno od približno 10 do 50 cm. Vzorec nosilcev in odvodov je bil v glavnem pravilen, vendar je bil prilagojen naravni topografiji tal in lokaciji primernih mest za odvod in povratek vode.
Pretok vode je bil nadzorovan s sistemom loput (zapornic) in (zemeljskih ali lesenih jezov. Namakanje se lahko zagotovi za vsak del vodnega travnika posebej. Včasih so akvadukti prepeljali nosilce čez odtoke, nasipi in prepusti pa so omogočili dostop za vozove. Za obdelavo oziroma zalivanje (namakanje) in vzdrževanje vodnega travnika je skrbel visoko usposobljen obrtnik, imenovan kopač ali vodnar, ki je bil pogosto zaposlen pri več sosednjih kmetih.

## Uporaba
Namakanje mokrotnega travnika ni bilo namenjeno poplavljanju tal, temveč temu, da so bila stalno vlažna – delovni vodni travnik nima stoječe vode. Namakanje zgodaj spomladi je preprečilo zmrzal in tako omogočilo, da je trava zrasla nekaj tednov prej kot sicer, v sušnem poletnem vremenu pa je namakanje ohranilo rast trave. Prav tako je omogočilo, da so tla absorbirala vsa rastlinska hranila ali mulj, ki ga je prenašala rečna voda – to je pognojilo travinje in mimogrede tudi zmanjšalo evtrofikacijo rečne vode zaradi onesnaženja s hranili. Travo so uporabljali tako za seno kot tudi za pašo živine (običajno goveda ali ovac).

## Zapuščeni mokrotni travniki
Nekdanje vodne travnike najdemo vzdolž številnih rečnih dolin, kjer so zapornice, kanali in poljski grebeni morda še vedno vidni. Odtoki na zapuščenem vodnem travniku so praviloma zamašeni in mokri, večina nosilnih kanalov je suhih, manjših na vrhovih grebenov pa pogosto nevidnih. Če glavni nosilni kanali še tečejo, se običajno trajno povežejo s stranskimi nosilci. Večje zapore so lahko skrite pod koreninami dreves (kot so vrbe), ki so zrasle iz sadik, vsajenih v opečni zid. Kompleksna mešanica mokrih in bolj suhih tal pogosto daje zapuščenim vodnim travnikom posebno visoko biotsko raznovrstnost mokrišč.

## Delovni mokrotni travniki
Zapuščene vodne travnike je mogoče spremeniti v območja zaščite in ohranitve prosto živečih živali s popravilom in delovanjem namakanja. S posnemanjem naravnega poplavljanja rek, ki je v sodobnih zravnanih in zajezenih rekah redko, je mogoče obnoviti bogato biotsko raznovrstnost ter privabiti in ohraniti številne redke in zaščitene vrste mokrišč.